# Literatura sumeria

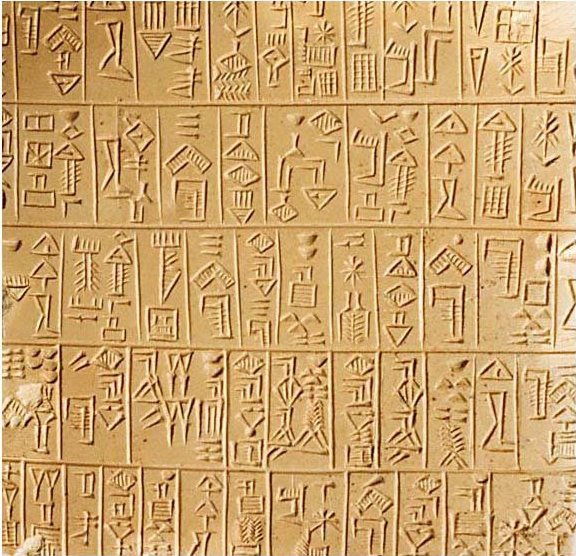
Inscripción sumeria del siglo XXVI a. C.

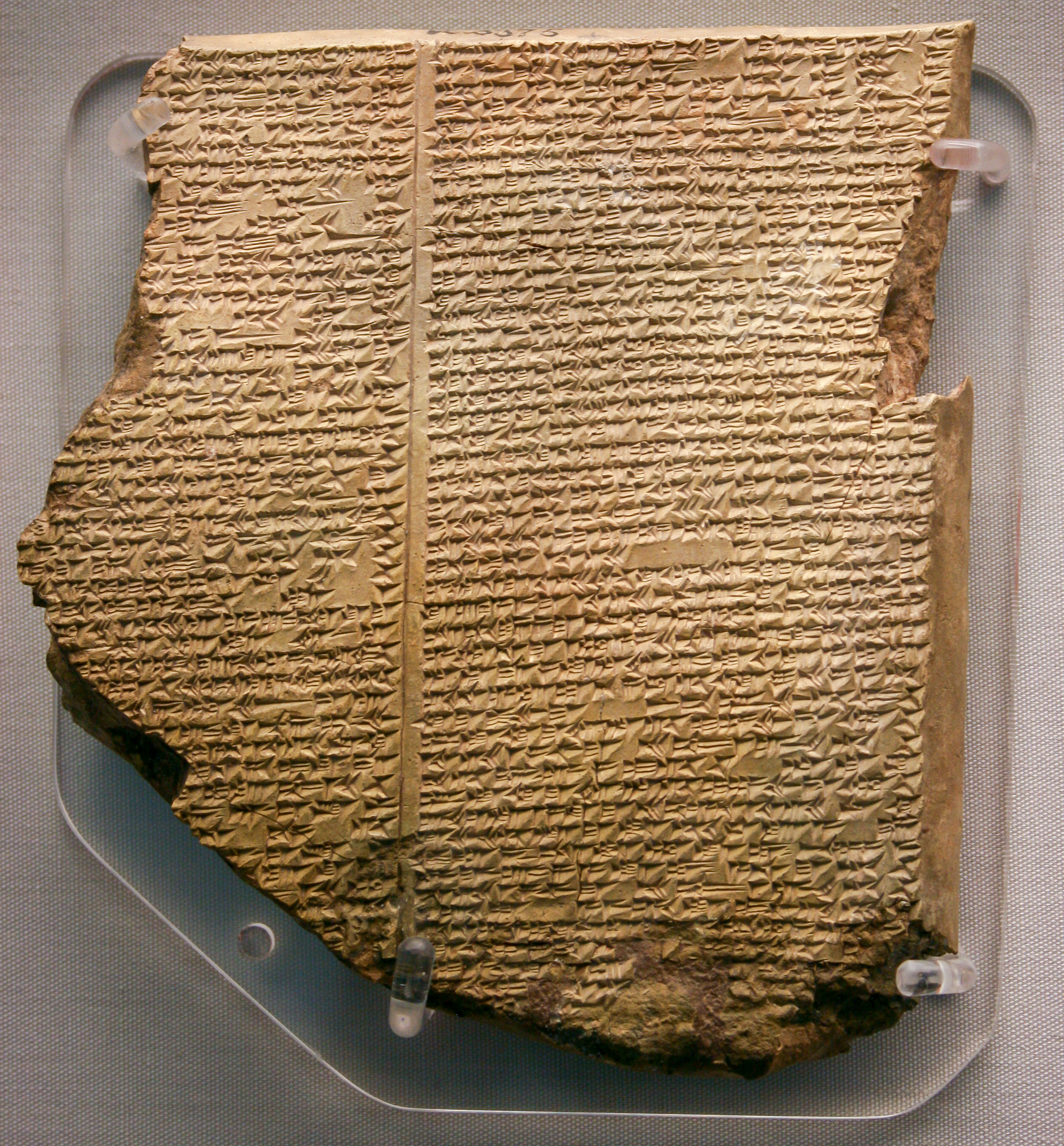
Tablilla sobre el diluvio, del Poema de Gilgamesh, (c.), Museo Británico.

La literatura sumeria es la literatura más antigua del mundo.
Los sumerios idearon el primer sistema de escritura, comenzando con logogramas cuneiformes, que evolucionaron a un sistema de escritura silábico. 
El idioma sumerio se mantuvo en uso oficial y literario en los Imperios Acadio y Babilonio, incluso después de que la lengua hablada desapareciese de la población; la alfabetización estaba extendida, y los textos sumerios que copiaban los estudiantes, ejercieron posteriormente una influencia en la literatura babilónica.
La literatura sumeria no ha llegado hasta nosotros directamente, sino que ha debido de ser redescubierta a través de la arqueología. No obstante, los acadios y babilonios recibieron un gran aporte de la herencia literaria sumeria, cuyas tradiciones contribuyeron a extender por Oriente Medio, aportando, influyendo en gran medida la literatura que surgiría en dicha región, incluyendo la Biblia.

## Obras literarias
Obras importantes de la literatura sumeria incluyen:
- Un mito sumerio de la Creación y el Diluvio (en inglés)
- Dos leyendas de Enmerkar:
  - Enmerkar y el señor de Aratta (en inglés) (en español)
  - Enmerkar y En-suhgir-ana (en inglés)
- Dos leyendas de Lugalbanda durante la campaña contra Aratta:
  - Lugalbanda en la Cueva Montañosa (en inglés)
  - Lugalbanda y el Pájaro Anzud (en inglés)
- Cinco leyendas de Gilgamesh:
  - Gilgamesh y Aga (en inglés)
  - Gilgamesh y el Toro del Cielo (en inglés)
  - La muerte de Gilgamesh (en inglés)
  - Gilgamesh, Enkidu y el Mundo Inferior (en inglés)
  - Gilgamesh y Huwawa (versión A, versión B)

- Himno al templo de Kesh
- Lamentaciones de Ur

- Una serie de poemas largos que relatan las hazañas de la diosa Inanna
  - Inanna y los Mes (en inglés)
  - Inanna y Ebih (en inglés)
  - Inanna y Shukaletuda (en inglés)
  - Inanna y Gudam (en inglés)
  - Inanna y An (en inglés)
  - Viaje de Inanna a los Infiernos (en inglés)
  - El Sueño de Dumuzid (en inglés)

- Instrucciones de Shurupak
- Leyenda de Dan-El
- Himnos reales sumerios